# 亞歷山大·奧甘多
亞歷山大·奧甘多（西班牙語：Alexander Ogando，2000年5月3日—），多米尼加共和國田徑運動員，他代表多米尼加共和國隊參加了日本舉行的2020年夏季奧林匹克運動會，並且在混合4×400米接力比賽上獲得銀牌。